# Bring Me the Horizon
A Bring Me the Horizon (rövidítve BMTH) egy 2004-ben, Sheffieldben alakult angol rockegyüttes. Jelenleg az Egyesült Királyságban az RCA Records, az USA-ban az Epitaph Records, Ausztráliában pedig a Shock Records kiadóval állnak szerződésben. Zenéjükön elsősorban a metalcore, a post-hardcore és az emo hatása érződik. Korai számaik az amerikai metalcore-együtteseket idézték, de későbbi kiadványaikon már több stílus keveredik. Eddig öt nagylemezük és egy EP-jük jelent meg. A zenekar neve A Karib-tenger kalózai: A Fekete Gyöngy átka című film utolsó sorából származik, amiben Jack Sparrow azt mondja: "Bring me that horizon!" (a magyar szinkronban "Vár ránk a horizont!").
Első, Count Your Blessings című albumuk 2006. október 30-án jelent meg. A második, a Suicide Season 2008. szeptember 29-én, a belőle készült Suicide Season: Cut Up! remixalbum pedig egy évvel később, novemberben. Ennek kiadása előtt Curtis Ward ritmusgitáros kilépett, mert már nem érzett olyan elkötelezettséget az együttes iránt, mint azelőtt. Helyét az I Killed the Prom Queen gitárosa, Jona Weinhofen vette át. A harmadik albumot már vele rögzítették, és There Is a Hell, Believe Me, I’ve Seen It. There Is a Heaven, Let’s Keep It a Secret. címmel jelent meg 2010. október 4-én.

## Történet

### Count Your Blessings(2004-2007)
A Bring Me the Horizon 2004 márciusában alakult helyi, feloszlott együttesek tagjaiból, akiket az épp akkor létrejött Thirty Days of Night Records karolt fel; ők voltak az elsők, akikkel leszerződött a kiadó. Pár hónappal később elkészítették első demójukat, a Bedroom Sessionst, amin három dal szerepelt: a Shed Light, a Who Wants Flowers When You’re Dead? Nobody. és a Rawwwrr! instrumentális verziója. Utóbbi kettő felkerült a zenekar első EP-jére is, a Rawwwrr! akkor már dalszöveggel.
A This Is What the Edge of Your Seat Was Made For 2004. október 2-án jelent meg. Az anyagot két hétvégén vették fel egy nottinghami stúdióban. Az elsőn a dob- és basszusgitársávokat rögzítették, a második hétvégén pedig a gitárokat és az éneket. 2005. január 20-án a Visible Noise újra kiadta az EP-t, ennek köszönhetően sokan felfigyeltek az együttesre, és a kiadvány egészen a 41. helyig jutott a brit lemezeladási listán. 2006-ban a Traitors Never Play Hangman című számhoz készítették első klipjüket.
2006-ban ők nyerték a Kerrang! legjobb új brit előadónak járó díját. A debütálóalbumuk, a Count Your Blessings október 30-án került a boltokba az Egyesült Királyságban, a tengerentúlon pedig 2007. augusztus 14-én. Az anyagról két szám jelent meg kislemezen: a nagy sikerű, a YouTube-on közel 25 milliós nézettségű, Pray For Plagues és a For Stevie Wonder’s Eyes Only (Braille), előbbihez klipet is forgattak. Novemberben és decemberben a Lostprophets és a The Blackout társaságában turnéztak. 2007 januárjában a Killswitch Engage előzenekaraként léphettek fel, ugyanis az eredetileg kiválasztott Bury Your Dead lemondta turnét, mivel az énekesük, Mat Bruso kilépett. Így megnyílt a lehetőség a Bring Me the Horizon előtt, hogy már ne csak Nagy-Britanniában, hanem Európa-szerte koncertezzenek.
2007-ben a Kerrang! Higher Voltage: Another Brief History of Rock válogatásalbumára elkészítették a Slipknot Eyeless című számának feldolgozását, ez június 20-án jelent meg.

### Suicide Season(2008-2009)
A második albumot, a Suicide Seasont Svédországban vették fel, Fredrik Nordström producerrel. A megjelenés előtti hetekben vírusszerűen terjedt az albumot reklámozó mottó: "September is Suicide Season" ("Szeptember az öngyilkosság időszaka"). Az új album előzetes népszerűsítése érdekében az együttes megkezdte első amerikai turnéját, amin headlinerként léptek fel, valamint játszottak a 2008-as Warped Touron is. Májusban az I Killed the Prom Queen ausztráliai búcsúturnéján a The Ghost Inside és a The Red Shore mellett a Bring Me the Horizon is részt vett, ráadásul ők voltak a fő előzenekar. Annak ellenére, hogy a turné nagyon rövid, mindössze kilencnapos volt, gyorsan elfogyott rá az összes jegy. Augusztus 12-én közzétették az új album első klipjét, ami a The Comedownhoz készült. Három nappal később, augusztus 15-én pedig a Chelsea Smile videóját is bemutatták. A Suicide Season szeptember 18-án, az Epitaph Records gondozásában jelent meg az Egyesült Államokban, 29-én pedig Európában is, a Visible Noise-nál.
Az albumon két vendégénekes is közreműködött: J. J. Peters, a Deez Nutsból (Football Season Is Over) és Sam Carter az Architectsből (The Sadness Will Never End). A dalszövegek többnyire az öngyilkosság témájára épülnek; érdekesség, hogy az It Was Written in Blood szövege Szergej Jeszenyin orosz költő búcsúversének angol fordítása. Jeszenyin a verset a saját vérével írta, közvetlenül azelőtt, hogy felakasztotta magát szállodai szobájának fűtőcsöveire. A Suicide Seasonről négy kislemezt adtak ki: a The Comedownt, a Chelsea Smile-t, a Diamonds Aren’t Forevert és a The Sadness Will Never Endet, mindegyikhez forgattak klipet is.
Januárban és februárban a 2009-es a Kerrang! Touron a Black Tide, a Dir En Grey, az In Case of Fire és a Mindless Self Indulgence mellett a Bring Me the Horizon is fellépett. Februártól áprilisig a Taste of Chaos elnevezésű koncertsorozaton vettek részt, olyan együttesek társaságában, mint a Thursday, a Cancer Bats, a Four Year Strong és a Pierce the Veil. Ennek kellős közepén, 2009 márciusában Curtis Ward ritmusgitáros bejelentette, hogy ott hagyja az együttest. A hátralévő koncerteken a zenekar gitártechnikusa, Dean Rowbotham helyettesítette őt. Ezután a Bleeding Through egykori, az I Killed the Prom Queen jelenlegi gitárosát, az ausztrál Jona Weinhofent kérték fel, hogy legyen a Bring Me the Horizon állandó tagja, ő pedig igent mondott az ajánlatra.
2009 novemberében megjelent a Suicide Season remixváltozata, a Suicide Season: Cut Up! A lemezen olyan zenészek és producerek közreműködnek, mint például Ben Weinman, Skrillex, Ian Watkins (L’Amour La Morgue néven), a Utah Saints vagy a Slipknot alapító tagja, Shawn Crahan. Az anyag zeneileg eléggé szerteágazó, sokféle stílus jellemzi: electronica, drum and bass, hiphop és dubstep. A dubstep hangzás a Tek-one nevű formációnak és Skrillexnek köszönhető, hiphopelemek pedig a Travis McCoy-féle Chelsea Smile-ban dominálnak. Az album talán legegyedibb darabja a The Dillinger Escape Plan gitárosa, Ben Weinman által újraértelmezett No Need for Introductions, I’ve Read About Girls Like You on the Backs of Toilet Doors, amiben az eredeti dalt az indusztriális stílussal keveri. Eközben Oliver Sykes közreműködött az Admiral’s Arms Dawn of the New Age című számában, ami a Stories Are Told EP-n jelent meg, ugyanabban a hónapban, mint a Suicide Season: Cut Up!
Szintén 2009 novemberében jelentették be, hogy a következő év elején megkezdik az új album anyagának megírását és felvételeit.

### There Is a Hell, Believe Me, I’ve Seen It. There Is a Heaven, Let’s Keep It a Secret.(2010-2011)
2010 januárjában a Rock Sound magazin játékában két kategóriát a Bring Me the Horizon nyert: az olvasók szavazatai alapján ők lettek a legjobb és a legrosszabb brit együttes is. Az év első felében a zenekar három tagja (Jona, Lee és Oli) közreműködött a Deez Nuts ausztrál rapcore-zenekar This One’s For You című albumán (Oli énekel az If You Don’t Know Now You Know-ban).
2010. augusztus 12-én nyilvánosságra hozták az új album címét, borítóját és a számok címeit. 20-án az Epitaph Records YouTube-csatornájára felkerült a lemez trailere, az Amazon.com-ra pedig szintén aznap egy 30 másodperces részlet az It Never Ends című számból, aminek klipjét már másnap nyilvánosságra hozták. Szeptember 14-én a Bring Me the Horizon MySpace-én bemutatták a Fuck című dalt.
Az együttes harmadik albuma volt az első olyan, amin Jona Weinhofen ritmusgitározott. A There Is a Hell, Believe Me, I’ve Seen It. There Is a Heaven, Let’s Keep It a Secret. címet viselő korong 2010. október 4-én jelent meg, és a 17. hetedik helyen debütált a Billboard 200-as listáján, a 13.-on a brit lemezeladási listán, és megszerezte az első helyet az ausztrál, a brit rock- és a brit indie-albumok között is. Az ausztrál első hely ellenére tény, hogy ez volt a legalacsonyabb példányszámban eladott lemez, ami valaha első tudott lenni ezen a listán.
Matt Nicholls így nyilatkozott a There Is a Hell... dalszövegeinek témájáról: "Utóhatása mindannak, amiről az előző CD-n énekeltünk", utalva ezzel arra, hogy a dalszövegek depresszívebbek, sötétebbek lettek. Több vendég is közreműködik: Lights két számban (Crucify Me, Don’t Go) is énekel, a Fuckban a You Me At Six énekesét, Josh Franceschit hallhatjuk, a The Fox and the Wolfban pedig a The Chariot énekesét, Josh Scogint. Az albumról öt kislemez jelent meg: az It Never Ends, az Anthem, a Blessed with a Curse, a Visions és az Alligator Blood.
Az együttes először a Cancer Rats és a Tek-one társaságában indult brit turnéra, amelyen csak kis klubokban léptek fel. November 30-án megjelent az Anthem kislemez, klippel együtt. Decemberben az Atreyu mellett ők voltak a Bullet For My Valentine előzenekara egy rövid, öt stadionkoncertből álló turnén. Hogy eleget tegyenek a nagy érdeklődésnek, a Live Nation szervezőcég az összes fellépésre plusz állóhelyeket biztosított. Egyes pletykák szerint a Bring Me the Horizon koncertjeit lerövidítették, ugyanis azok egyre erőszakosabbá és kontrollálhatatlanabbá váltak. Mikor erről kérdezték, Matt Nicholls elárulta: előre megmondták nekik, hogy nem mászhatnak fel a színpadi berendezésekre, és nem léphetnek kapcsolatba a közönséggel. Az együttes megtagadta ezeket az utasításokat, és wall of deathre buzdították a nézőket.
2011. március 22-én megjelent a Blessed with a Curse klipje, áprilisban pedig megkezdték európai turnéjukat, amelynek első állomása az Egyesült Királyság volt. Társzenekaraik a Parkway Drive, az Architects és a Devil Wears Prada voltak, koncertjeik után pedig a Tek-one lépett fel. A turné nagy nyilvánosságot kapott, sokan a valaha volt legnagyobb headline-turnénak tartják, a Rock Sound magazin az év legjobbjának nevezte − pedig többször is váratlan akadályokba ütköztek. Április 28-án Matt Nicholls eltörte a karját, miközben a Bring Me the Horizon, a Parkway Drive és az Architects tagjaival focizott. A turnét azonban nem kellett megszakítani, helyére ugyanis az Architects dobosa, Dan Searle ugrott be, ám emiatt a Bring Me the Horizon fellépéseinek időtartamát felére csökkentették. Szintén április 28-án a bristoli O2 Főiskolán egy áramszünet miatt nem tudtak fellépni, ezért másnap egy hajókonténer tetején ülve egy négy számból álló akusztikus szettet adtak elő (The Sadness Will Never End, It Never Ends, Suicide Season, Chelsea Smile). A turnét egy észak-amerikai kitérővel bővítették, ami augusztus 31-től október 4-ig tartott. Augusztus 23-án megjelent a Visions klipje, október 31-én, Halloween napján pedig bemutatták az Alligator Blood videóját is.
Október 13-án három kategóriában is jelölték őket az Independent Music Awardsra: a legjobb élő produkció, az év legnagyobb áttörése és a legkeményebben dolgozó együttes/előadó − bár végül egyiket sem nyerték meg. December 11-én a Machine Head európai turnéján a DevilDriver, a Darkest Hour és ők voltak a kísérőzenekarok. Oli Sykes bejelentette, hogy ezek az utolsó európai fellépéseik, utána belekezdenek a negyedik stúdióalbum megírásába és rögzítésébe. A Bring Me the Horizon jelenléte a turnén a rajongókból eltérő reakciókat váltott ki, a klasszikus metal hívei többször is nemtetszésüknek adtak hangot. David Bowes a The Fly újságírója glasgow-i helyszíni tudósításában így fogalmazott: "Egyszerűen rosszkor voltak rossz helyen, pedig ők csak jobbak akarnak lenni."
December 15-én a Festive Festival keretén belül egy minikoncertet adtak a BBC stúdiójában, ahol négy számot játszottak el (It Never Ends, Blessed with a Curse, Anthem, Alligator Blood).
A 2011-es év azzal a december 29-ei bejelentéssel zárult, hogy a hamarosan elkészül a zenekar második remixalbuma, ezúttal a There Is a Hell... anyagából, és egy brit DJ, Draper fogja ellátni a produceri teendőket. Draper május 11-én már kiadta a Blessed with a Curse "hivatalosan megerősített" remixét. A lemez az előzetes tervek szerint újév napján jelent volna meg, és a Bring Me the Horizon honlapjáról lett volna letölthető, illetve megvásárolható. Azonban ez elmaradt, ugyanis a menedzsment és a kiadó nem egyezett bele.

### Sempiternal(2013)
Egy feszített programú turnézás után a Bring Me the Horizon 2011 végére befejezte a harmadik album promócióját. Visszatértek Angliába, hogy egy hosszabb szünetet tartsanak, és hamarosan elkezdjenek dolgozni a következő albumon. Ahogy az előző kettőnél is tették, a negyedik albumot a külvilágtól elzártan, elszigetelve írták, hogy csak erre összpontosíthassanak. Ezúttal a Lake District nevű északnyugat-angliai, tavakkal és hegyekkel teli vidékre vonultak el, ahol egyébként William Wordsworth, Samuel Taylor Coleridge és Robert Southey, az úgynevezett tavi költők is éltek, és alkottak.
Először 2012 júliusában tettek közzé képeket magukról, amint egy titkos stúdióban munkálkodnak, valamint az is kiderült, hogy a produceri feladatokat Terry Date látja el, aki korábban olyan együttesekkel dolgozott, mint pl. a Pantera, a Limp Bizkit vagy a Korn. Július 30-án bejelentették, hogy kiadót váltanak: az Epitaph ezentúl csak az amerikai forgalmazásokért felel, de a következő album már az RCA Recordsnál fog megjelenni.
Áprilisban a Kerrang! írt először arról, hogy hivatalosan is megvan az első headliner a 2012-es Warped Tourra: a Bring Me the Horizon november 10-én fog fellépni a londoni Alexandra Palace-ben. Úgy tűnt, 2012-ben ez lesz az egyetlen fellépésük, ám október 22-én a Bullet For My Valentine, a While She Sleeps és a We Are the Ocean mellett ők is játszottak a BBC Radio 1 Rocks című műsorában, ahol öt számot adtak elő (Alligator Blood, The Sadness Will Never End, It Was Written In Blood, Chelsea Smile, Blessed with a Curse). Az együttes egy közleményben erősítette meg a hírt, miszerint 2013-ban koncertet adnak a dél-afrikai RAMfesten, valamint az ausztráliai Soundwave fesztiválon. Utóbbin öt alkalommal is játszanak majd: Brisbane-ben, Sydney-ben, Melbourne-ben, Adelaide-ben és Perthben. A There Is a Hell...-en már felbukkanó kanadai énekesnő, Lights elmondta, hogy ő is megfordult a Bring Me the Horizon stúdiójában a felvételek idején, így könnyen elképzelhető, hogy az új albumon is hallható lesz egy közös szám.
A negyedik album 2013-ban jelent meg, a címe Sempiternal − ez egy régies angol szó, magyarul azt jelenti, hogy végtelen, örök(ké tartó).

### That’s The Spirit (2015)
A Bring Me The Horizon ötödik nagylemeze 2015. szeptember 11-én jelent meg hivatalosan. A zenekar itt is nagyot változtatott a zenéjük hangzásán, stílusán, hiszen több elektronikát tartalmaz, kissé higgadtabb is, mint elődje a Sempiternal. Az albumot 2015. június végén tették hivatalossá, tetoválások, poszterek, képek és rövid videók formájában. Az albumról hét kislemezt adtak ki.
Első kislemez az albumról a Drown volt, amit 2014. október 21-én mutattak meg a nagyvilágnak. A második kislemez a Happy Song, ami 2015. július 13-án lett megjelenítve hivatalosan. A harmadik kislemez a Throne, ami 2015. július 24-én lett megjelenítve. A dal videóklipje több, mint 150 millió megtekintést kapott, eddigi legnézettebb videójuk a YouTube-on. 
Negyedik kislemezük a True Friends.
2015. november 20-án mutatták be a videóklipjét. Van hozzá egy feliratos, illetve egy rendes-fő videóklip is. A Follow You az ötödik kislemez az albumról, melyet 2016. február 26-án adtak ki. A hatodik hivatalos kislemez az albumról az Avalanche volt, 2016. június 23-án.
Az utolsó hivatalos kislemez az albumról az Oh No volt, amit 2016. november 18-án adtak ki. Az albumot rengeteg kritika érte mind a régi rajongók részéről, több kritikustól is, akiknek nem tetszett a lágyabb hangzásvilág, és egyben forradalmibb újításuk. De többnyire pozitív kritikákkal volt részesítve az album.

### amo (2019)
A That's the spiritet követő album 2019. január 25-én debütált. Az együttes követve ötödik nagylemezének hangzásvilágát, sőt az azelőttinél is poposabb hangzásvilágot vitt bele a dalokba. 
A rajongótábort az album még megosztottabbá tette, mint azelőtt. Ugyanakkor ezáltal a banda új rajongókat is bevonzott a hallgató közönségébe. 

## Zenei stílus és inspirációk
A Bring Me the Horizon zenéje alapvetően a grindcore, a death metal és az emo stílusok keveredéséből épül fel, valamint felfedezhető olyan amerikai metalcore-, deathcore-együttesek hatása is, mint a The Dillinger Escape Plan, az Every Time I Die, a Norma Jean és a Poison the Well, bár ezek inkább csak a korai években voltak meghatározóak. Ahogy fejlődtek, úgy egyre inkább heavy metal zenekarok pl. az At The Gates, a Pantera és az Orange Goblin, progresszívrock-formációk, pl. a Pink Floyd vagy a Dire Straits, továbbá a dubstep és egyéb modern elektronikus zenei irányzatok befolyása érződik. A kritikusok általában úgy írják körül a zenéjüket, hogy főleg metalcore és deathcore stílusban játszanak, de köthetőek a post-hardcore, a hardcore punk és a progresszív metal irányzathoz is. Általánosan jellemzőek a Bring Me the Horizon zenéjére a technikás riffek, az erős, sötét és erőszakos szövegek, a súlyos breakdownok, a több tag által egyszerre énekelt részek, a hörgések és a screamek.
A Count Your Blessingst általában deathcore-albumként tartják számon. A deathcore stílus a death metal és a metalcore keresztezéséből jött létre. Az albumon észrevehető az európai melodikus death metal hatása, valamint a black metalra jellemző ének, a lassú és súlyos breakdownok és a blastbeatek is meghatározóak.
A második, Suicide Season című lemezen változatosabb stílusokat kezdtek beemelni a zenéjükbe, egy olyan hangzást alakítva ki ezzel, ami már sokkal közelebb áll a mainstream rockhoz, mint a debütáló album. Oli Sykes úgy fogalmazott, hogy a Suicide Season "100%-ban különbözik a Count Your Blessingstől", és ez az album "inkább rock, mint metal".
Ahogy fejlődtek, úgy sodródtak egyre távolabb a death metaltól és a deathcore-tól. A harmadik albumon, a There Is a Hell, Believe Me, I’ve Seen It. There Is a Heaven, Let’s Keep It a Secret.-en bátor, törekvő megoldásokkal álltak elő, az electronica, a klasszikus zene és a pop hangzását vegyítve a metalcore-éval. Ezt egy teljes kórus és egy klasszikus zenekar alkalmazásával sikerült elérniük. Megtalálták a torzított ének és a mélyre hangolt breakdownok összhangját, és előszeretettel alkalmaznak nyugodt, atmoszferikus kiállásokat is számaikban.
Negyedik albumuk elkészítése előtt több, egymástól nagyban különböző stílus hatását gyűjtötték magukba. Jona egy, az Alternative Pressnek adott interjúban beszélt arról, hogy ő és Lee, a két fő zeneszerző manapság sok post-rockot hallgatnak, pl. Explotions in the Sky-t és This Will Destroy Yout. Hozzátette, szeretné kombinálni a Bring Me the Horizontól megszokott zúzós metalt az atmoszferikus post-rock hangzással.
Oli Sykesnak saját bevallása szerint a dalszövegei lelki megtisztulást, katarzist jelentenek, a számokban elsősorban személyes élményeket dolgoz fel, a Bring Me the Horizon koncertjei pedig szerinte leginkább terápiákhoz hasonlíthatóak.

### A dalszerzés
Ahogy ez a CD-khez tartozó kis füzetekben is olvasható, az együttes összes dalszövegét Oli Sykes írta, a zene pedig minden esetben az öt tag közös munkája. A Count Your Blessings megjelenése után kialakult az a szokásuk, hogy az album megírásához és a stúdiózáshoz elvonulnak egy eldugott helyre, hogy semmi se zavarja meg a koncentrációjukat. A Count Your Blessingst azonban Birmingham zsúfolt belvárosában voltak kénytelenek elkészíteni, annak terhe alatt, hogy adott határidőig meg kell írniuk, és rögzíteniük kell a dalokat. Ez oda vezetett, hogy ők maguk sem voltak megelégedve a végeredménnyel. Azonban mire a Suicide Season felvételei elkezdődtek, rájöttek, hogy olyan helyet kell találniuk, ahol kevesebb kapcsolatuk van emberekkel, hogy rendesen a zenére tudjanak összpontosítani, ezért a második album munkálataihoz Svédország vidéki tájait választották. A Suicide Season ritmusgitáros részeinek csak elenyésző részét írta a ritmusgitáros, Curtis − a gitártémák zömét Leenek kellett kitalálnia.
Lee beszélt arról, hogy általában hogyan születnek a számaik: Oli felvázolja a dalok alapvető szerkezetét, utána Lee megírja a hozzájuk tartozó fő riffeket. Innentől együttműködnek, hogy a lehető legtöbbet hozzák ki a szerzeményből, és a dal többi részének megírásába bevonják az együttes többi tagját is. Jona elmondta, hogy sok electronicát, ambientet és klasszikus rockot hallgatnak, ezek esztétikáját és struktúráját használják fel a Bring Me the Horizon-számokban.

## Diszkográfia

### Albumok
- Count Your Blessings (2006)
- Suicide Season (2008)
- There Is a Hell, Believe Me, I’ve Seen It. There Is a Heaven, Let’s Keep It a Secret (2010)
- Sempiternal (2013)
- That’s the Spirit (2015)
- Amo (2019)
- Music to listen to~dance to~blaze to~pray to~feed to~sleep to~talk to~grind to~trip to~breathe to~help to~hurt to~scroll to~roll to~love to~hate to~learn Too~plot to~play to~be to~feel to~breed to~sweat to~dream to~hide to~live to~die to~GO TO. (2020)

### EP-k
- This is What the Edge of Your Seat Was Made For (2004)

- Post Human: Survival Horror (2020)
- Post Human: NeX GEn

### Remixalbumok
- Suicide Season: Cut Up! (2009)

### Kislemezek
- Wonderful Life (feat. Dani Filth) (2018)
- Medicine (2019)
- Ludens (with Death Stranding: Timefall) (2019)
- Obey (with YUNGBLUD) (2020)
- Can You Feel My Heart (Remix) (with Jeris Johnson) (2021)
- DiE4u  (2021)
- sTraNgeRs  (2022)
- LosT (2023)
- AmEN! (2023)
- DArkSide (2023)
- Kool-Aid (2024)

## Tagok
- Oliver Sykes – ének (2004–napjainkig)
- Lee Malia – szólógitár (2004–napjainkig)
- Matt Kean – basszusgitár (2004–napjainkig)
- Matt Nicholls – dob (2004–napjainkig)

Korábbi tagok
- Curtis Ward – ritmusgitár (2004–2009)
- Jona Weinhofen – ritmusgitár (2009–2013)
- Jordan Fish – billentyűk (2012–2023)

Alkalmi közreműködők
- Brendan MacDonald – ritmusgitár (2013–napjainkig)
- Dean Rowbotham – ritmusgitár (2009)
- Dan Searle – dob (2011)

## Fordítás
- Ez a szócikk részben vagy egészben  a   Bring Me the Horizon című angol Wikipédia-szócikk ezen változatának fordításán alapul.  Az eredeti cikk szerkesztőit annak laptörténete sorolja fel. Ez a jelzés csupán a megfogalmazás eredetét és a szerzői jogokat jelzi, nem szolgál a cikkben szereplő információk forrásmegjelöléseként.